# Клаустальский технический университет
Клаустальский технический университет (нем. Technische Universität Clausthal) — университет в городе Клаусталь-Целлерфельд, Германия.

## История
В 1775 году по инициативе Геннинга Кальвёра была основана Школа горного дела и металлургии (нем. Berg- und Hüttenschule), преобразованная в 1864 году в Горную академию (нем. Bergakademie). В связи с преобразованиями, расширением изучаемых дисциплин (химия, физика, математика) и возросшим числом студентов в 1968 году академия получила статус технического университета.
Благодаря совместной работе с иностранными университетами (32 международных партнерства) и перспективными специальностям, в университете обучается порядка 40 % иностранных студентов.
Имена знаменитых ученых, таких как Готфрид Вильгельм фон Лейбниц, Арнольд Зоммерфельд, Герман Креднер или друг Гёте Фридрих Вильгельм Генрих фон Требра, связаны с историей Клаусталя.

## Фотографии

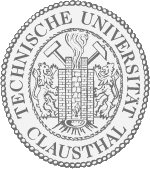
Историческая печать показывает истоки университета: старинную плавильную печь на фоне молотка и кирки
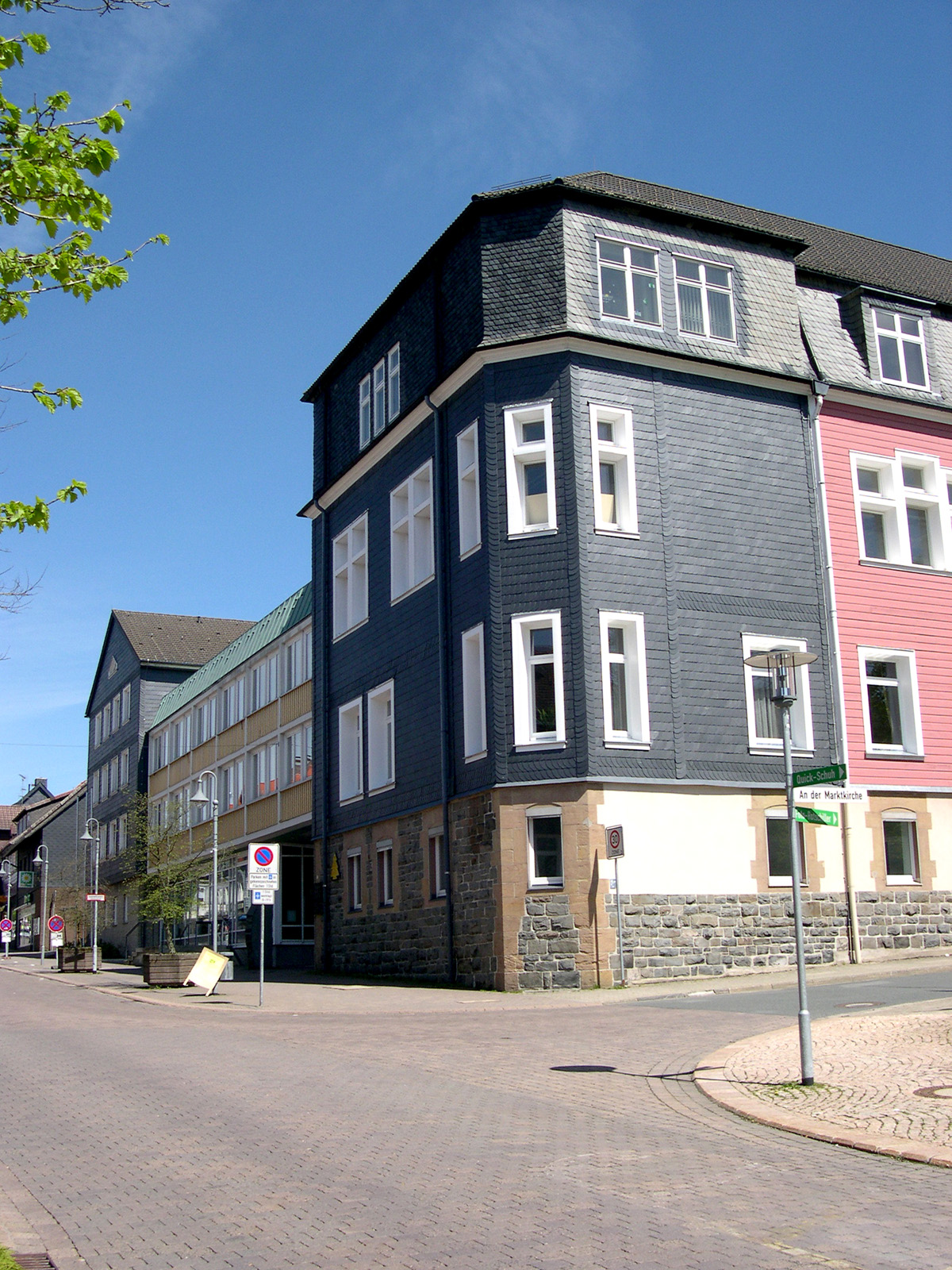
Главное здание университета
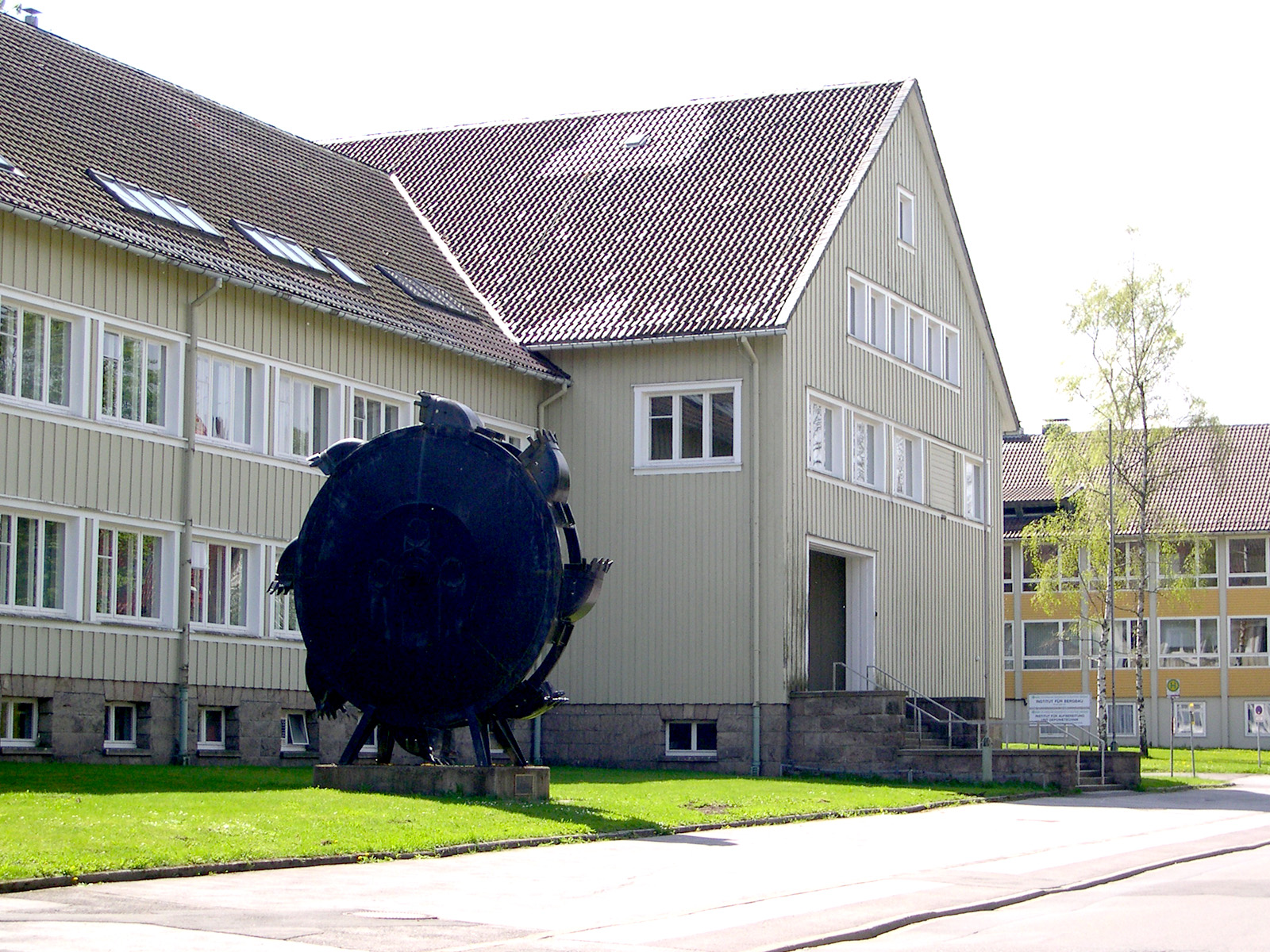
Институт горного дела
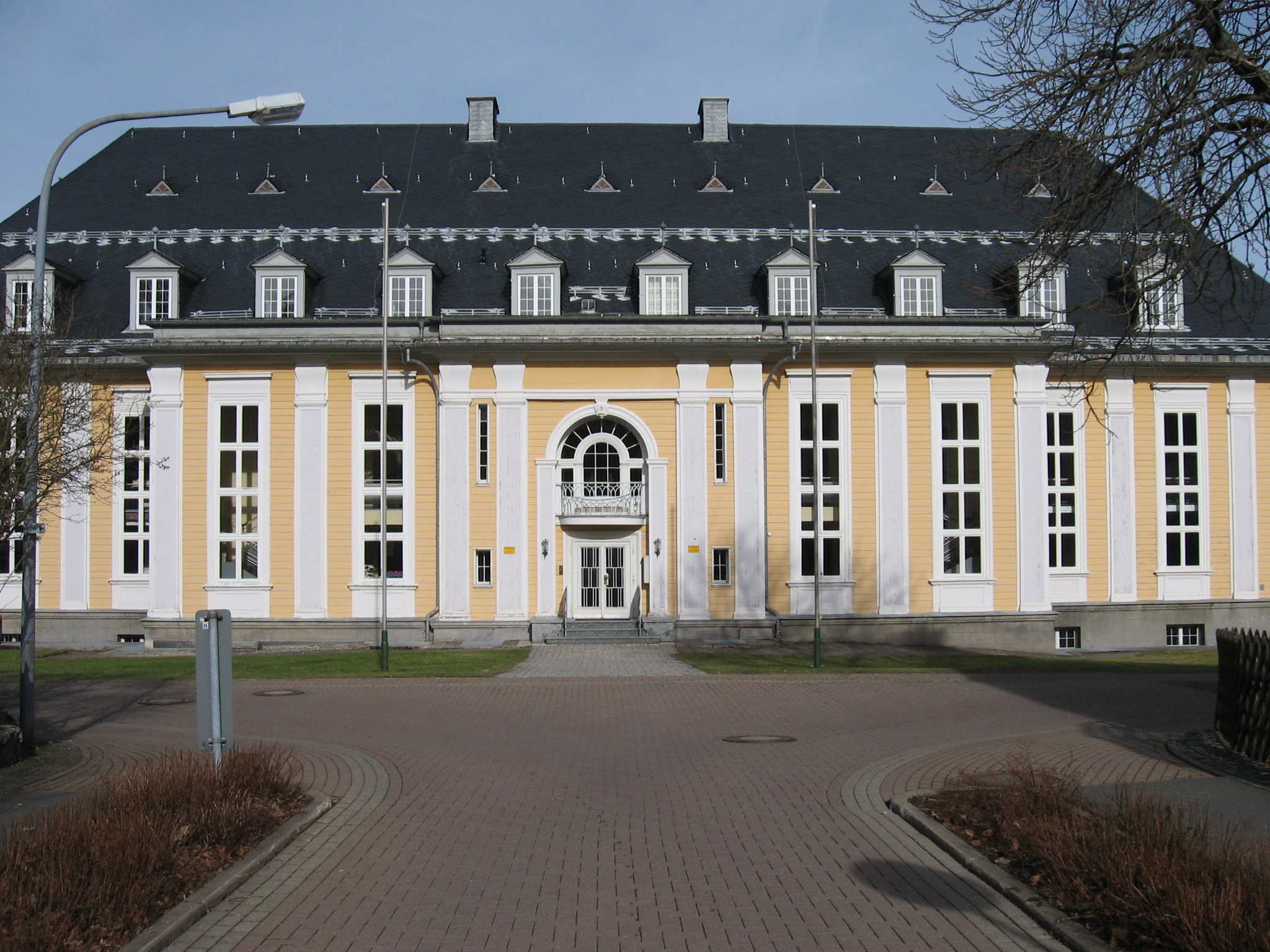
Аула
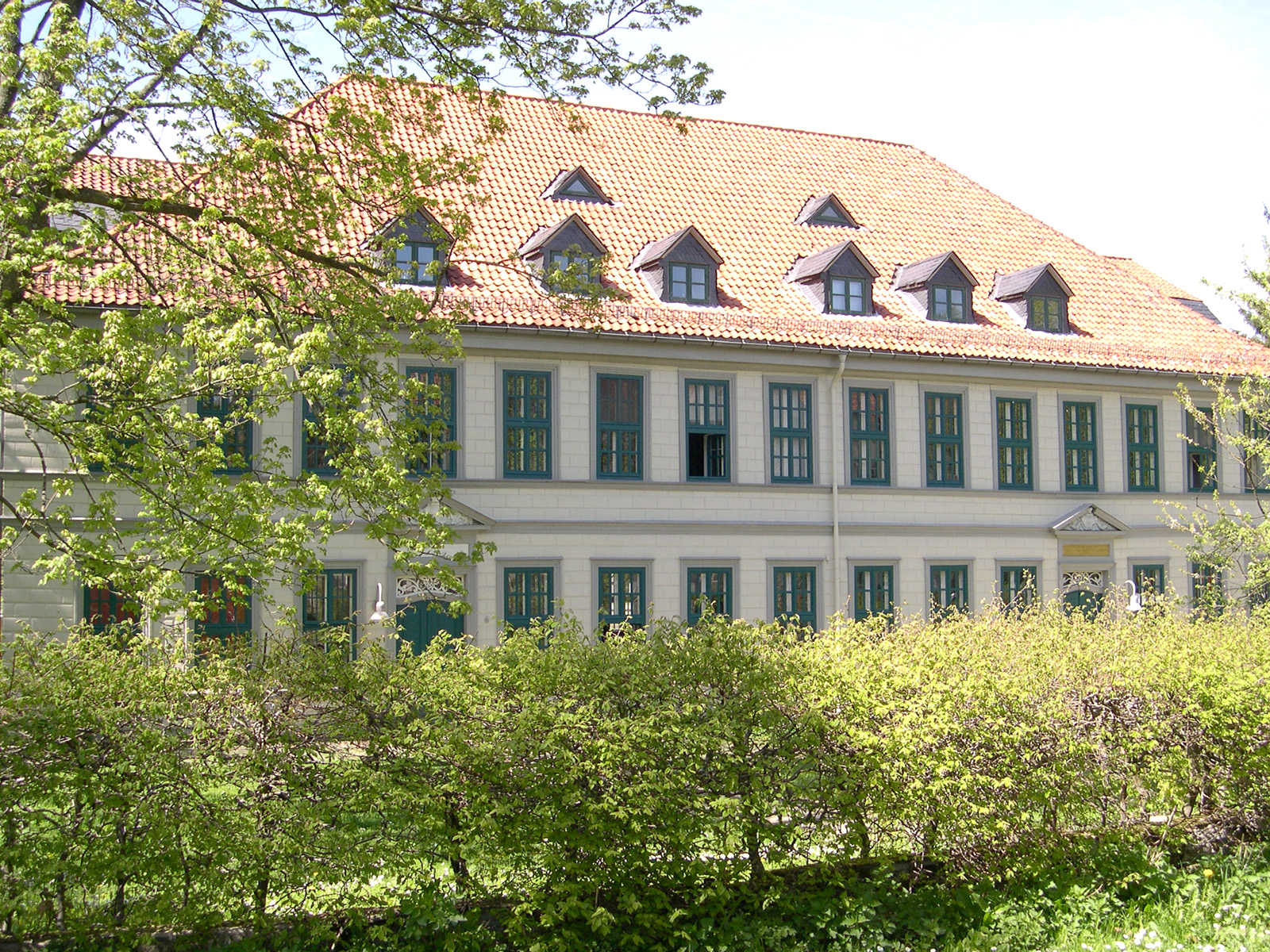
Студенческое общежитие